# Willy Düskow
Wilhelm Düskow –conocido como Willy Düskow– fue un deportista alemán que compitió en remo. Participó en los Juegos Olímpicos de Londres 1908, obteniendo una medalla de bronce en la prueba de dos sin timonel.

## Palmarés internacional
| Juegos Olímpicos | Juegos Olímpicos      | Juegos Olímpicos  | Juegos Olímpicos |
| Año              | Lugar                 | Medalla           | Prueba           |
| ---------------- | --------------------- | ----------------- | ---------------- |
| 1908             | Londres (Reino Unido) | Medalla de bronce | Dos sin timonel  |